# Angelika Dünhaupt
Angelika Dünhaupt (22 de diciembre de 1946) es una deportista alemana que compitió para la RFA en luge en la modalidad individual.
Participó en los Juegos Olímpicos de Grenoble 1968, obteniendo una medalla de bronce en la prueba individual. Ganó una medalla de plata en el Campeonato Europeo de Luge de 1967.

## Palmarés internacional
| Juegos Olímpicos   | Juegos Olímpicos   | Juegos Olímpicos  | Juegos Olímpicos |
| Año                | Lugar              | Medalla           | Prueba           |
| ------------------ | ------------------ | ----------------- | ---------------- |
| 1968               | Grenoble (Francia) | Medalla de bronce | Individual       |
| Campeonato Europeo |                    |                   |                  |
| Año                | Lugar              | Medalla           | Prueba           |
| 1967               | Königssee (RFA)    | Medalla de plata  | Individual       |